# Алльшвіль
Алльшвіль (нім. Allschwil) — місто  в Швейцарії в кантоні Базель-Ланд, округ Арлесгайм.

## Географія
Місто розташоване на відстані близько 70 км на північ від Берна, 17 км на північний захід від Лісталя.
Алльшвіль має площу 8,9 км², з яких на 43% дозволяється будівництво (житлове та будівництво доріг), 29,3% використовуються в сільськогосподарських цілях, 27,2% зайнято лісами, 0,6% не є продуктивними (річки, льодовики або гори).

## Демографія
2019 року в місті мешкало 21 090 осіб (+9,2% порівняно з 2010 роком), іноземців було 27,5%. Густота населення становила 2372 осіб/км².
За віковим діапазоном населення розподілялося таким чином: 18,7% — особи молодші 20 років, 58,9% — особи у віці 20—64 років, 22,5% — особи у віці 65 років та старші. Було 9952 помешкань (у середньому 2,1 особи в помешканні).
Із загальної кількості 11 081 працюючого 49 було зайнятих в первинному секторі, 2429 — в обробній промисловості, 8603 — в галузі послуг.